# CDC 160
CDC 160 – серия мини-компьютеров, выпускавшихся Control Data Corporation. Модели CDC 160 и CDC 160-A представляли собой 12-битные мини-компьютеры, выпускавшиеся с 1960 по 1965 годы. Модель CDC 160G являлась 13-битным мини-компьютером с расширенной, по сравнению с CDC 160-A, версией набора команд и режимом совместимости, в котором 13-й бит не использовался. Серия 160 была разработана Сеймуром Крэем - по слухам, в течение длинных трёхдневных выходных.
Компьютер умещался в письменный стол, за которым работал оператор.
Архитектура серии 160 использовала вычисления в обратном коде с циклическим переносом.
В 1960-е годы на протяжении нескольких лет компания NCR совместно продавала модель 160-A под собственным названием.

## Обзор
Издательская компания, купившая мини-компьютер CDC 160-A, описывала его как «однопользовательскую машину без возможности пакетной обработки. Пользователи или программисты заходили в компьютерный зал, садились за пульт управления, загружали с перфоленты загрузчик и запускали программу».
Аппаратная часть CDC 160-A была простой, но в то же время она предоставляла множество функций, являвшихся упрощенными версиями возможностей, доступных только на больших машинах. В связи с этим, мини-компьютер был идеальной платформой для знакомства программистов-новичков со сложными понятиями систем низкоуровневого ввода-вывода и прерываний.
Все машины серии 160 имели считыватель с перфоленты и перфоратор, большинство машин имели электрическую пишущую машинку IBM, доработанную для использования в качестве компьютерного терминала. Память содержала 4096 12-битных слов. Центральный процессор содержал 12-битный аккумулятор и выполнял вычисления в обратном коде, однако не имел инструкций умножения и деления. Поддерживался достаточно полный набор инструкций и несколько режимов адресации, в том числе косвенная, индексная, относительная (с базовым адресом в регистре P) и абсолютная. Набор инструкций модели 160 не имел инструкции для вызова подпрограмм и мог адресовать только один банк памяти.
В модели 160-A были добавлены инструкции «перехода с возвратом» (JPR) и переключения банков памяти. Инструкция перехода с возвратом обеспечивала простейшую форму вызова подпрограмм, а инструкции переключения банков памяти позволяла, хотя и достаточно неудобно, адресовать дополнительные банки памяти объёмом 4К слов, общим объёмом до 32,768 слов. Эта дополнительная память была дорогой и должна была размещаться в отдельном шкафу такого же размера, как и сам мини-компьютер. К модели 160-A можно было подсоединить блок умножения/деления, который также представлял собой большое и дорогое периферийное устройство.
В моделях 160 и 160-A цикл памяти составлял 6,4 микросекунды. Инструкция сложения выполнялась два цикла. В среднем, инструкция выполнялась за 15 микросекунд, обеспечивая быстродействие 67000 инструкций в секунду.
В модели 160G регистры и память были расширены до 13 бит (14-й бит использовался для контроля чётности). В режиме G использовались все 13 бит. В режиме A для обеспечения двоичной совместимости с моделью 160-A использовались только младшие 12 бит. В модели 160G были добавлены несколько инструкций, включая встроенные инструкции умножения и деления, и несколько дополнительных режимов адресации.
Система низкоуровневого ввода-вывода обеспечивала управление устройствами, взаимодействие для определения статуса устройств, и чтение и запись данных на побайтном или поблочном уровне. Ввод-вывод можно было осуществлять в регистр, память или через канал прямого доступа к памяти (DMA). Отличие между этими типами ввода-вывода состояло в том, что обычный ввод-вывод «подвешивал» процессор на время, пока операция ввода-вывода не завершится, а DMA позволял процессору продолжать выполнять инструкции параллельно с пересылкой данных. Система прерываний модели 160-A содержала 4 линии прерываний. Первую мог активировать оператор с помощью кнопок на консоли. Вторая использовалась каналом блочного ввода-вывода для оповещения о завершении операции ввода-вывода. Ещё две линии могли использоваться периферийными устройствами. Имелась система приоритетов - линии прерываний с наименьшим номером обслуживались в первую очередь.

## Области применения
Мини-компьютеры серии 160 применялись для:
- Приложений реального времени
- Автономного преобразования данных
- Обработки научных данных
- Обработки финансовых данных
- Сбора и предварительной обработки данных
- Решения инженерных задач
- Систем связи и телеметрии
- Построения многомашинных систем

## Периферийное оборудование
С мини-компьютерами могло использоваться следующее периферийное оборудование:
- накопители на магнитной ленте моделей 163 и 164
- блок пишущей машинки модели 161
- высокоскоростной считыватель и перфоратор перфокарт модели 1610
- принтер модели 1612
- плоттер модели 165
- буферизированный принтер модели 166
- считыватель перфокарт модели 167
- арифметический блок модели 168
- блок внешней памяти модели 169
- считыватель перфолент модели 350
- перфоратор перфолент модели BRPE-11
- накопитель на магнитной ленте модели 603

## Преемники
Модифицированная архитектура мини-компьютера 160 стала основой для периферийных процессоров мэйнфреймов серии CDC 6000 и последующих моделей. В периферийных процессорах большая часть набора инструкции CDC 160 осталась без изменений. Однако были внесены изменения, чтобы обеспечить программирование каналов ввода-вывода моделей 6000 серии и управления центральным процессором. На ранних этапах создания моделей 6000 серии почти вся операционная система работала на периферийных процессорах. Это разгружало центральный процессор от задач операционной системы и делало его свободным для выполнения пользовательских программ.

## Внешние ссылки
- Control Data 160-A Overview
- The Birth of the Minicomputer? - CHM Revolution